# Élections sénatoriales de 1876 en Ille-et-Vilaine
Les élections sénatoriales dans le Ille-et-Vilaine ont lieu le dimanche 30 janvier 1876. 
Elles ont pour but d'élire les trois sénateurs représentant le département au Sénat pour un mandat de neuf années.

## Mode de scrutin
Ces élections se déroulent au scrutin majoritaire plurinominal indirect. Elles obéissent à la loi du 24 février 1875 relative à l'organisation du Sénat faisant partie des Lois constitutionnelles de 1875.
Les quatre cent soixante personnes appelées à voter sont :
- les délégués des communes — un pour chacune d’elles, élu par son conseil municipal, — soit trois cent soixante-six électeurs ;
- les conseillers généraux, soit quarante-trois électeurs ;
- les conseillers d'arrondissements, soit quarante-trois électeurs ;
- les députés du département, soit huit électeurs.

## Listes candidates
| N° | Candidats | Candidats          | Parti   | Principales fonctions                                  |
| -- | --------- | ------------------ | ------- | ------------------------------------------------------ |
| 01 |           | Louis Grivart      | Orléan. | Ancien ministre, député. Avocat.                       |
| 02 |           | Charles Loysel     | Légit.  | Député. Général de brigade.                            |
| 03 |           | Henri de Kergariou | Légit.  | Député, maire de La Gouesnière. Propriétaire agricole. |

| N° | Candidats | Candidats                | Parti   | Principales fonctions                           |
| -- | --------- | ------------------------ | ------- | ----------------------------------------------- |
| 01 |           | Félix Martin-Feuillée    | Rép.mod | Conseiller général de Châteaugiron. Avocat.     |
| 02 |           | Pierre Jouin             | Rép.mod | Député, conseiller général de Combourg. Avocat. |
| 03 |           | Théophile Roger-Marvaise | Rép.mod | Député. Avocat aux conseils                     |

## Résultats
|          | Louis Grivart            | Orléan.  | 287 | 62,53  |  |  |  |  |
|          | Charles Loysel           | Légit.   | 280 | 61,00  |  |  |  |  |
|          | Henri de Kergariou       | Légit.   | 261 | 56,86  |  |  |  |  |
|          |                          |          |     |        |  |  |  |  |
|          | Félix Martin-Feuillée    | Rép.mod  | 186 | 40,52  |  |  |  |  |
|          | Pierre Jouin             | Rép.mod  | 170 | 37,04  |  |  |  |  |
|          | Théophile Roger-Marvaise | Rép.mod  | 170 | 37,04  |  |  |  |  |
|          |                          |          |     |        |  |  |  |  |
|          | Charles Rouxin           | Bonap    | 19  | 4,14   |  |  |  |  |
|          |                          |          |     |        |  |  |  |  |
|          | Félix du Temple          | Légit.   | 1   | 0,22   |  |  |  |  |
|          |                          |          |     |        |  |  |  |  |
| Inscrits | Inscrits                 | Inscrits | 460 |        |  |  |  |  |
| Votants  | Votants                  | Votants  | 459 | 98,70  |  |  |  |  |
| Exprimés | Exprimés                 | Exprimés | 459 | 100,00 |  |  |  |  |

### Sénateurs élus
| Sénateur | Sénateur           | Parti   | Fonctions lors de l'élection en 1876                   |
| -------- | ------------------ | ------- | ------------------------------------------------------ |
|          | Louis Grivart      | Orléan. | Ancien ministre, député. Avocat.                       |
|          | Charles Loysel     | Légit.  | Député. Général de brigade.                            |
|          | Henri de Kergariou | Légit.  | Député, maire de La Gouesnière. Propriétaire agricole. |